# Accord du 26 août 1927 sur l'information
L'accord du 26 août 1927 sur l'information, signé sous l'égide de la Société des Nations à Genève, ouvre à la concurrence des agences de presse la plupart des régions du monde. Cela consacre la montée en puissance de l'Associated Press, elle-même aiguillonnée par l'United Press International et dans une moindre mesure par l'International News Service, tous les trois étant américaines.

## Histoire
L'Alliance entre agences de presse de 1902 avait déjà profondément modifié l'organisation du traité quadripartite des agences de presse en faveur de l'Associated Press, placée en position de force par le succès des journaux américains et leur appétit de nouvelles internationales. Après la Première Guerre mondiale, sa dénonciation définitive était progressivement attendue en raison des forces qui se sont mises en place, parfois brutalement : montée en puissance de deux nouvelles agences de presse américaines créées un peu avant la guerre, l'International News Service et l'United Press International, création de nombreuses agences nationales après la guerre, désormais au nombre de 12, et le progrès technologique dans la TSF, qui permettent de contourner le réseau de câbles télégraphiques. La dénonciation se produit par exemple quatre ans après la mise en place d'un services de nouvelles en anglais, pour la radio comme pour l'écrit, par la Presse Canadienne, exposée à la concurrence des émetteurs radios des États-Unis, en particulier ceux de l'empire de presse Scripps-Howard, installé à la frontière dans le Michigan.
Résultat, l'accord du 26 août 1927, dans le sillage de la conférence générale des quatre agences alliées à Varsovie 21 mai 1927, avec autour de la table l'Associated Press, l'agence Havas, Reuters et l'agence Continentale. Cet accord ouvre à l'Associated Press le Canada et l'Amérique latine. Cet accord ouvre aussi à l'Agence Havas le Canada, autrefois territoire réservé à Reuters, détail qui aura pour conséquence la création 24 ans plus tard d'un service de nouvelles en français pour la presse canadienne francophone par l'agence la Presse canadienne, une fois les résistances des anglophones levées. L'agence Havas n'a pas relevé le défi dans les années 1930, la Grande Dépression ayant laminé ses recettes dans la publicité financière, vache à lait de l'agence française. Cependant, elle est parvenue à signer un contrat en 1930 avec le quotidien La Presse, fondé depuis 1884, le premier pour elle au Québec.
Autre conséquence importante de l'accord de 1927, l'agence de presse Reuters doit accepter une concurrence plus forte dans toute l'Asie alors qu'elle avait fondé en 1914 l'agence Kokusaï au Japon. Même l'agence Havas, présente en Indochine, est autorisée à diffuser en Asie ses nouvelles politiques françaises, qui étaient de toutes façons accessibles par radio. L'un des gagnants sera l'agence de presse Transocean ; allemande, elle est encouragée par le Japon, qui s'installe en Chine à la fin des années 1920 en profitant de son occupation du pays.
La couverture de l'Amérique latine, autrefois territoire de l'agence Havas, est affaiblie par la nationalisation en Espagne de l'agence de presse Fabra, partenaire de l'agence Havas, même si les liaisons radios longue distance ont permis de dynamiser le marché dans les années 1920, Havas étant la première à créer un lien de ce type vers Buenos Aires. Grâce à l'accord de 1927, l'Amérique latine est désormais ouvert à une concurrence qui deviendra très intense, bien que l'Associated Press ne parvienne pas à rattraper sa concurrente américaine de l'United Press International.
L'esprit de l'accord du 26 août 1927 sera amplifié sept ans plus tard, le 8 février 1934, lorsque le patron de l'United Press International, Karl Bickel, trouvera avec l'Associated Press un accord secret, qui prévoit que les deux ne signeront aucun accord avec une agence de presse européenne qui refuserait de servir les deux agences de presse.